# Johannes Pullois
Johannes (Jan) Pullois (différentes orthographes : Pillays, Pilloys, Pylois, Pyloys, Pyllois, Puilloys, Puylloys, Puyllois), probablement né dans la première moitié du XVe siècle à Pulle et mort le 23 août 1478 à Anvers, est un compositeur de l'école franco-flamande de la Renaissance, qui fit carrière aux Pays-Bas et en Italie. Il était un des premiers polyphonistes des anciens Pays-Bas à exporter son art vers l'Italie.

## Biographie
Pullois est probablement né à Pulle, près d'Anvers. On ne sait pas comment sa vie s'est déroulée avant qu'il devienne maître de chant à la cathédrale Notre-Dame d'Anvers en 1443. Il fut refusé à une audition à la chapelle de la cour bourguignonne de Philippe le Bon. En 1447, il visita Rome, où il chanta dans la chapelle papale jusqu’en 1468. Il revint à Anvers pour devenir chanoine résident dans la même église où il avait travaillé dans les années 1440. Il y mourut en 1478. Il était un collègue de Johannes Philibert et de Johannes Ockeghem.

## Œuvre
On ne connaît qu’une seule messe complète : la Missa sine nomine à trois voix. Elle date probablement des années 1450. Il s’agit de l’un des premiers cycles de messe complète à avoir été composé sur le continent européen. L’œuvre témoigne de l’influence de la musique anglaise, de telle façon qu’elle a passé longtemps pour une pièce d’un compositeur anglais, resté anonyme. 
Pullois écrivit également un motet de Noël, Flos de spina. Cette pièce, qui se rapproche par son style des œuvres de Johannes Ockeghem, a peut-être été écrite pendant son séjour en Italie. Un autre motet, Victime paschali laudes, et trois contrafacta de chansons profanes ont également été conservés. 
En outre, il laissa 14 chansons profanes, dont trois contrafacta, retrouvées dans différentes sources italiennes et allemandes.

### Messes et fragment de messe
1. (la) Missa sine nomine (à trois voix)
2. (la) Gloria (à quatre voix)

### Motets
1. (la) Flos de spina (à quatre voix)
2. (la) Globus igneus (contrafactum de Quelque cose, à trois voix)
3. (la) O beata Maria (contrafactum de De ma dame, à trois voix ; ne fut pas attribué à Pullois dans la source originale)
4. (la) Resone unice genito (contrafactum de Puis que Fortune, à trois voix)
5. (la) Victime paschali laudes (à trois voix)

### Chansons profanes

#### Chansons profanes avec incipit en néerlandais
1. (nl) Op eenen tijd (à trois voix ; pas attribuée à Pullois dans toutes les sources)
2. (nl) So lanc so meer (à trois voix ; attribution douteuse)

#### Autres chansons profanes
1. (fr) De ma dame (rondeau, à trois voix)
2. (fr) He n'esse pas (rondeau, à trois voix)
3. (fr) Je ne puis (à trois voix : uniquement incipit)
4. (fr) La bonté du Saint Esperit (ballade, à trois voix)
5. (fr) Le serviteur (à trois voix)
6. (fr) Les larmes (à trois voix : uniquement incipit)
7. (fr) Pour prison (à trois voix : uniquement incipit)
8. (fr) Pour toutes fleurs (rondeau, à trois voix)
9. (fr) Puisque fortune (rondeau, à trois voix)
10. (fr) Quelque cose (rondeau, à trois voix)
11. (fr) Quelque langage (rondeau, à trois voix)
12. (fr) Se ung bien peu (rondeau, à trois voix)